# Enrique Collar
Enrique Collar Monterrubio (født 2. november 1934 i San Juan, Spanien) er en spansk tidligere fodboldspiller (angriber).
Collar tilbragte størstedelen af sin karriere hos Atlético Madrid, som han var tilknyttet i hele 17 år, dog afbrudt af et par lejeophold hos Cadiz og Murcia. Han spillede mere end 450 ligakampe for klubben, og var med til at vinde både det spanske mesterskab, tre udgaver af pokalturneringen Copa del Rey samt Pokalvindernes Europa Cup i 1962. Han sluttede sin karriere af med et ophold hos Valencia.
Collar spillede desuden 16 kampe for det spanske landshold, som han debuterede for 19. juni 1955 i en venskabskamp mod Schweiz. Han var en del af den spanske trup til VM 1962 i Chile, hvor han spillede én af spaniernes kampe i turneringen.

## Titler
La Liga
- 1966 med Atlético Madrid

Copa del Rey
- 1960, 1961 og 1965 med Atlético Madrid

Pokalvindernes Europa Cup
- 1962 med Atlético Madrid